# Escola Secundária Antero de Quental

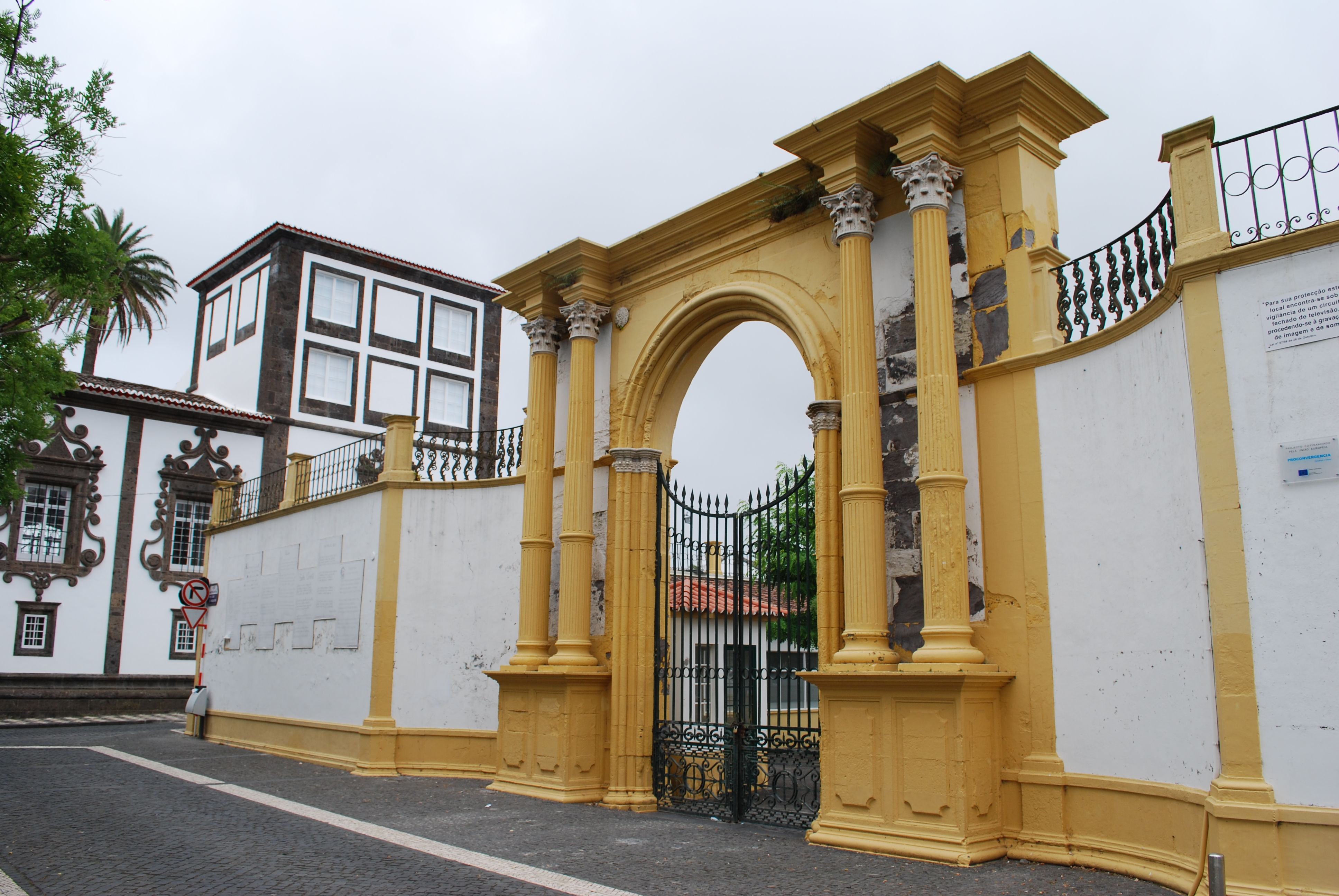
Entrada da Escola Secundária Antero de Quental

A Escola Secundária Antero de Quental localiza-se na cidade e concelho de Ponta Delgada, na ilha de São Miguel, nos Açores. Trata-se de uma escola pública da Secretaria Regional de Educação e Cultura, que atende ao ensino básico e ensino secundário. Sucedeu ao antigo Liceu de Ponta Delgada, fundado em 21 de fevereiro de 1852, constituindo-se no mais antigo estabelecimento de ensino secundário da ilha.

## História

### Antecedentes
Foi apenas no contexto da transferência da corte portuguesa para o Brasil que, em 1810 foi abordada a necessidade da abertura do ensino público à população das ilhas dos Açores. Naquele ano, na cidade do Rio de Janeiro, o então Secretário de Estado João de Almeida Melo e Castro, 5º conde das Galveias, solicitou a D. Pedro, então duque de Bragança, a criação de um Liceu de Belas Letras, colégio de educação pública na cidade de Ponta Delgada. A razão do pedido era a inquietação da população da ilha uma vez que apenas as famílias abastadas tinham recursos para enviar para fora os filhos, a fim de receberem educação, mesmo período em que, na cidade de Angra apenas existia uma escola onde se ministravam os princípios matemáticos e militares. Com estas duas academias, argumentou o Secretário, os jovens açorianos estariam aptos ao ingresso na Universidade de Coimbra, glorificando no futuro a Nação e o Monarca.
Entretanto, apenas muito mais tarde, em 1823, por insistência da Câmara Municipal de Ponta Delgada, é que foi apreciado um Projecto de Plano de Geral Educação para a ilha de São Miguel, ao mesmo tempo em que solicitava ao monarca a aprovação de um colégio de ensino médio. Em 1825 a Câmara reconhecia que, para além disso, tornava-se necessária a implementação de uma escola de ensino complementar, sendo o desembargador Vicente José Ferreira Cardoso da Costa encarregado de levar ao soberano a cópia do projeto para a criação de um Colégio de Educação na ilha.
Sem eco aos seus pedidos, a Câmara voltou a insistir nas aulas públicas invocando todos os argumentos ao seu alcance. Foi, no entanto, no contexto da Regência da Terceira, graças ao Relatório do Secretário de Estado dos Negócios do Reino, marquês de Palmela, que D. Pedro, em nome de sua filha D. Maria da Glória, em 1832 decretou "(...) a liberdade de ensino'' nas ilhas de Santa Maria e São Miguel, e determinou a criação das tão solicitadas "aulas públicas".

### O Liceu de Ponta Delgada
Com o fim da guerra civil portuguesa, a reforma do ministro Manuel da Silva Passos, através de decreto de 17 de novembro de 1836, determinava que seriam criados "Liceus nacionais em todas as capitais dos distritos, não
contemplando as ilhas". Por razões políticas e financeiras, a 20 de fevereiro de 1844, a chamada "Reforma de Passos Manuel" foi substituída, e os Liceus tornaram-se extensivos às ilhas adjacentes. Desse modo, foi o então Governador
Civil de Ponta Delgada, Dr. Félix Borges de Medeiros, que tomou a iniciativa de instalar o liceu no seu distrito, por edital de 21 de fevereiro de 1852, nas dependências antigo Convento da Graça, então desativado. No primeiro ano a frequência foi de 104 alunos, havendo a possibilidade de alojar os alunos de fora da cidade nas dependências do Convento designadas para o efeito.
O corpo docente compunha-se do Reitor, padre João José do Amaral, professor jubilado das Cadeiras de Filosofia e Retórica, natural da freguesia de Água de Pau, nascido em 1782 e filho de modestos lavradores, tendo sido membro da comissão que fundou a Biblioteca Pública e Arquivo Regional de Ponta Delgada e os vogais Dr. João Anselmo da Cruz Pimentel Choque, professor da cadeira de Matemática, Luís Felipe Leite, professor das Línguas Francesa e Inglesa, Joaquim Manuel Fernandes Braga, professor de Filosofia Racional e Moral e Princípios de Direito Natural e António Augusto da Mota Frazão, professor substituto de Filosofia e Retórica, eleito mais tarde Secretário do Conselho, bem como António Meio,
Professor de Latim e Língua Francesa.
Nos primeiros 34 anos de existência a frequência era apenas masculina, sendo Alice Moderno a primeira mulher a frequentar o Liceu, em 1887, contra 77 alunos do sexo masculino. Seguiram-se-lhe Ester Cohen e Deodata Lopes Cordeiro.
Em 1901 passou a designar-se "Liceu Central".
Com a implantação da República Portuguesa (1910), a frequência cresceu expressivamente, tornando-se o espaço insuficiente. Entretanto, apenas em 1921, o então Reitor, Dr. Jeremias da Costa, adquiriu as atuais instalações, o Palácio da Fonte Bela, onde anteriormente havia existido o Paço dos Condes de Vila Franca, que Jacinto Inácio Rodrigues da Silveira, barão da Fonte Bela, demolira em 1829, fazendo erguer em 1844, um palácio em estilo neoclássico, como ainda testemunham, nos portões laterais a presença de colunas coríntias em forma de arco triunfal.
A designação de "Liceu de Ponta Delgada", foi mais tarde alterada para "Liceu Antero de Quental", em homenagem ao ilustre poeta açoriano. Com a Revolução dos Cravos este nome foi alterado, e posteriormente reposto, a partir de 1979.
Em 1921 a instituição contava com 173 alunos do sexo masculino e 10 do sexo feminino. Por ocasião do seu centenário (1952), o Liceu Antero de Quental atendia a 616 alunos, sendo 245 do sexo feminino. Ao final do milénio (2000), a instituição atendia, entre alunos diurnos e noturnos, uma população de 2250 alunos.
Em 1979, o mais que centenário "Liceu de Ponta Delgada", retoma o nome de Poeta-Filósofo, o qual a Escola tanto se honra de ter como Patrono, passando a designar-se "Escola Secundária Antero de Quental".

## Alunos ilustres
- Carlos Manuel Martins do Vale César
- Eduíno de Jesus
- Francisco Carreiro da Costa
- Mário Mesquita
- Berta Cabral
- Vasco Cordeiro
- João Bosco Soares Mota Amaral

## Curiosidades
- O ensino da Escola Secundária Antero de Quental é considerado o melhor da Ilha de São Miguel, tendo obtido na última década a melhor média da Região Autónoma dos Açores nos Exames Nacionais. No ano letivo 2011/2012 este obteve o 171º lugar num raking nacional de 485 escolas, com uma média de 13.8 valores!

- Todos os anos, em parceria com a Câmara Municipal de Ponta Delgada, a Escola Secundária Antero de Quental premeia o aluno que tiver a melhor média no final da área que cursou (Línguas e Humanidades, Ciências e Tecnologias, Ciências Socioeconómicas e Artes Visuais) com o prémio em honra do seu patrono: o Prémio Antero de Quental, que já existe desde 1980 (32 anos).

- A escola é constituída por dois edifícios: A Secção e o Edifício Antigo. A Secção é uma infraestrutura recente, com três ginásios modernos e três pisos de salas de aula. O Edifício Antigo é a restauração do antigo Palácio do Barão da Fonte Bela, de onde se destaca a Biblioteca com um tecto do século XVIII. É frequentemente utilizada para eventos de grande destaque regional.

- Os portões deste núcleo escolar são semelhantes aos da entrada do Panteão Grego presente em Atenas, só que pintados de amarelo.

- A Escola Secundária Antero de Quental (anterior Liceu de Ponta Delgada) é o núcleo escolar mais antigo da Região: lecciona há exatamente 168 anos (1852).